# Orlando Heidanus
Orlando Gerrit Heidanus (Suriname, 1951) is een Surinaamse oud-militair. Hij was verdachte in het Decembermoorden-proces.
Heidanus was werkzaam als militair in het Surinaamse leger en werd verdacht van betrokkenheid als schutter bij de Decembermoorden van 1982. Hij was destijds ingedeeld bij de Militaire Politie van Suriname. Ten tijde van het Decembermoordenproces woonde Heidanus volgens de Surinaamse politie in Nederland en zou hij werken als hoofdconducteur bij de Nederlandse Spoorwegen. Zijn dagvaarding werd daarom aangeplakt op het prikbord buiten het gerechtsgebouw te Boxel, evenals die van Kenneth Kempes die spoorloos was en Lugéne Lewis die ook in Nederland woode. Heidanus verscheen niet op de eerste formele zitting op 30 november 2007 en zou destijds in Amsterdam wonen. Hij was reeds eerder in Nederland verhoord. Zijn zaak werd bij verstek behandeld. 

## Vrijspraak
Op 29 november 2019 werd Heidanus vrijgesproken. Hij had in de nacht van 7 op 8 december 1982 van Marcel Zeeuw opdracht gekregen om samen met nog twee militairen Jiwansingh Sheombar uit de Santo Boma-gevangenis op te halen en naar Fort Zeelandia over te brengen. De Krijgsraad oordeelde dat louter het overbrengen van Sheombar niet van zodanig gewicht was geweest dat moest worden gesproken van medeplichtigheid aan de Decembermoorden. Van andere betrokkenheid was niet gebleken. Door de Auditeur-Militair was vrijspraak gevorderd.